# ユノカル対メサ・ペトロリアム事件
ユノカル対メサ・ペトロリアム事件（Unocal v. Mesa Petroleum Co., 493 A.2d 946 (Del. 1985)）は、デラウェア州最高裁判所の、公開買付けに対する買収防衛策に関する画期的な決定である。
デラウェア州裁判所は、1985年のユノカル事件判決まで、適切な場合には、買収防衛、合併、売却にも経営判断の原則を適用していた。
ユノカル事件では、裁判所は、取締役会は、企業方針に対する脅威があり、かつ、採用された防衛策が脅威の性質に比例しかつ合理的であることを示すことができた場合に限り、買収を阻止しようと試みることができると判断した。
この要件は、取締役会のユノカル基準（後でユニトリン・インク対アメリカコーポレーション事件で修正され、「強圧的」又は「排除的」な防衛策は認められないとされた）として知られることとなった。

## 背景

### 事案の概要
メサ・ペトロリアム（メサ社）は、ユノカル・コーポレーション（ユノカル社）に対し、取引の1段階目の対価が現金54ドル、2段階目の対価が54ドル相当のジャンク債である、1段階目に比重を置いた2段階での敵対的買収を行った。ほとんどの株主は債券の代わりに現金を受け取ることを好むため、株主はたとえ54ドルが公正な価格だと考えなかったとしても、買収に応募すると見込まれていた。 株主が応募を拒否した場合、当該株主は、現金の代わりに、54ドル相当のハイリスクな債券でキャッシュアウトされる危険性があるためである。
メサ社の株式公開買付けに対応し、ユノカル社はメサ社が保有する株式以外の全株式に対して、72ドルで自己株式の公開買付けを行った。ユノカル社の取締役会は、メサ社による公開買付けに対抗するため、この自己株式公開買付けを開始しようとした。この自己株式公開買付けは、メサ社が6,400万株のユノカル社株式を取得したときに発動することとされており、これはユノカル社が自社の発行済株式の49％を買い戻す（ただし、メサ社が保有する株式は買い戻しの対象に含まれない）ことを意味していた。

### 衡平法裁判所
第一審は、このような選択的な公開買付けは法的に認められていないと判断し、自己株式の公開買付けという防衛策の使用に対して、予備的差止命令を発した。

## 判決
デラウェア州最高裁判所は第一審の判断を破棄した。
最高裁判所は、ユノカル社の取締役会が、企業方針や効率性への危険が存在し、その脅威との関連で当該対応が合理的であると信じる合理的な根拠を有していると判断した。この合理的な関係の分析においては、買付けの価格、性質及び時期のみならず、株主、債権者、顧客、従業員及びコミュニティへの影響についても分析することが認められた。ただし、株主以外の他の関係者の考慮が認められる範囲は、レブロン対マックアンドリュース事件で縮小されたことに留意する必要がある。
Cheff v. Mathes事件においては、グリーンメール、すなわち買収者を退けるために買収者に対し支払いを行うことを裁判所は認めたが、本件では裁判所はリバース・グリーンメール、すなわち買収者を退けるために他の株主に対し支払いを行うことを認めたことにつき留意する必要がある。

## 分析
この意見の重要性は、裁判所が、買収防衛策はその固有の利益相反のため、株主に重大な危険をもたらすという前提を置いているところにある。裁判所は、企業方針又は取締役会の会社に対する支配への脅威を防止するために、容認される範囲を超えて、買収防衛策を使用する可能性があると懸念した 。その結果、取締役会のこの種の意思決定が、企業および株主の利益を促進することのみを目的としていることを確実にするため、取締役会に「強化された義務」を課す必要が生じた 。そのため、裁判所は、取締役会に経営判断の原則による保護が及ぶためには、取締役会が企業方針及び効率性に対する脅威に対応していること、またその行動が「発生した脅威に関して合理的であること」が取締役会により証明される必要があると判断した。

## 参考
- Unocal Corporation
- Cheff v. Mathes事件 (1964年)
- Moran v. Household International, Inc.事件 (1985年)
- Revlon, Inc. v.MacAndrews & Forbes Holdings, Inc. (1986); Revlon Moment
- Paramount v. Time事件 (1989年)
- Criterion Properties plc v Stratford UK Properties LLC事件 (2004年)[9]